# The Big House
The Big House je akční počítačová hra pro osmibitové počítače Atari. Hru naprogramoval v roce 1992 Jiří Bernášek (Bewesoft). Vytvořil ji pro německý Atari klub ABBUC.
Jedná se o plošinovku v níž hráč ovládá panáčka a sbírá předměty poseté po obrovském domě. Za ně získává body, které zároveň působí jako časomíra, protože postupně klesají. Dům je plný nepřátel, kteří hráčovi stojí v cestě. Nepřátelé zahrnují ptáky, balónky, bubliny, včely, domácí spotřebiče či další různé potvůrky. Hra nabízí poměrně nízkou obtížnost a jednoduchou grafiku.